# Гиперкорректность
Гиперкорре́ктность, гиперкорре́кция — в лингвистике: использование языковых правил за пределами границ их применимости, приводящее к появлению ошибок; гиперкорректность — следствие языковой неуверенности в попытке говорить «правильно», используя более престижные формы. Гиперкоррекции могут подвергаться как написание, так и произношение слова, а также другие аспекты языка.
Фонетическая гиперкоррекция может происходить под влиянием иностранных языков: в русском слово афера [аф’э́ра] часто произносится как «афёра», по образцу шофёр и других слов, происходящих от французских с суффиксом -eur. На самом деле оно происходит от фр. affaire (произносится как «афэ́р»). Как гиперкорректное может быть охарактеризовано произнесение твёрдого согласного перед [e] в некоторых заимствованных словах русского языка, к примеру [рэ]льс, к[рэ]м, пио[нэ]р, ма[нэ]ра, [тэ]ма, ко[фэ].
Примером лексической гиперкорректности может служить форма, ошибочно исправленная в соответствии с неверной этимологией (например, англ. perfect, происходящее от фр. parfait, но исправленное по аналогии с лат. perfectum) или записанной в соответствии с неприменимым к данному случаю орфографическим правилом (к примеру, зачтопай вместо верного заштопай по аналогии с что).
Термин «гиперкоррекция» может быть применён и к другим языковым явлениям, в частности к неверной оценке говорящим стилистической характеристики языковой единицы, при которой единица оценивается как принадлежащая сниженному стилю и потому избегается в речи, примером может быть высказывание одного из опрошенных школьников: «Нужно избегать [выражения] „короче говоря“, потому что здесь встречается жаргонное слово „короче“».